# Іларія (ім'я)
Іла́рія — християнське жіноче ім'я. Походить через грец. Ιλαρία від лат. Hilaria — жіночої форми давньоримського когномена Hilarius, «Гіларій», утвореного від прикметника hilaris, hilarus («веселий, радісний»), який має давньогрецьке походження (від ἱλαρός). Чоловіча форма — Іларій.
Українські зменшені форми — Іларка, Лара, Ларка, Іла.

## Іменини
- За православним календарем (новий стиль) — 1 квітня (мучениця Іларія Римська)[2].
- За католицьким календарем — 3 грудня і 31 грудня (мучениця Іларія Римська), 12 серпня[3].
- За коптським календарем —21 тібі (16 січня) (Свята Іларія)[4]

## Відомі носійки
- Іларія Римська — дружина трибуна Клавдія, одна з християнських святих
- Іларія дель Карретто — італійська середньовічна аристократка
- Іларія Сальваторі — італійська фехтувальниця
- Іларія Оккіні — італійська акторка
- Гілларі Клінтон — американська політична діячка, дружина В. Клінтона